# Christopher Truswell

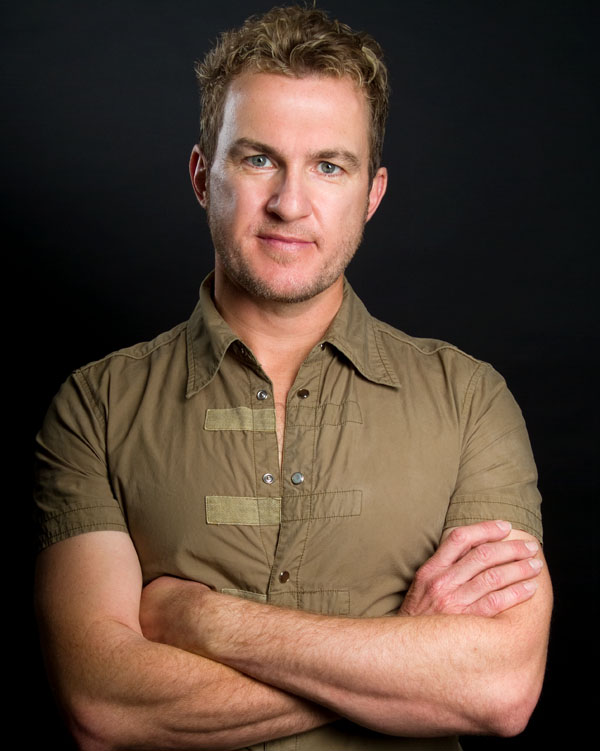
Christopher Truswell, 2008

Christopher Truswell (* 31. Januar 1966 in Australien) ist ein australischer Schauspieler und Sprecher.
Christopher Truswell erlangte größere Bekanntheit durch die australische Sitcom Hey Dad..!, in der er den leicht vertrottelten Nudge spielte. Mit dieser Rolle, die er von 1986 bis 1991 innehatte, wird Truswell auch heute immer noch in Verbindung gebracht; 2003 beispielsweise hieß eine Figur in dem Film Ned: Nudge und wurde von Truswell gespielt.
Chris Truswell ist durch sein Stimmentalent aber auch ein gefragter Sprecher. So hat er zum Beispiel in Star Wars Episode 2 die Figur des Gilramos Libkath (bei dem sich später herausstellte, dass jener Neimoidianer in Wahrheit Nute Gungrays juristischer Berater Rune Haako war, dessen Maske aus Episode 1 nach Abschluss der Dreharbeiten verloren gegangen war) sowie diverser anderer Aliens (Darunter den Bankenclan-Vorsitzenden San Hill) gesprochen. Auch in der Science-Fiction-Serie Farscape verkörperte er mit seiner Stimme einen Außerirdischen.

## Filmografie
- 1984: Fast Talking
- 1984: Crime of the decade
- 1986: Hey Dad!
- 1987: Tanz der Schatten (Watch the Shadows Dance)
- 1989: Candy Regentag
- 1991: All together now
- 1999: Farscape (Nur seine Stimme)
- 2002: Star Wars Episode 2 (Nur seine Stimme)
- 2003: Ned
- 2003: Skithouse
- 2006: All saints